# تشيناب (ديكلة)
تشیناب (بالفارسية: چیناب) هي منطقة سكنية تقع في إيران في قسم ديكلة الریفي. يقدر عدد سكانها بـ 499 نسمة .